# شهرستان هویدونگ (سیچوآن)
شهرستان هویدونگ (به انگلیسی: Huidong County) یک شهرستان در چین است که در لیانگشان یای واقع شده‌است.